# Окланд (регион)
Окланд (на английски: Auckland) е един от 16-те региона на Нова Зеландия. Населението му е 1 695 900 жители (по приблизителна оценка от юни 2018 г.), а площта 4894 кв. км. Съдържа най-големият градски район на страната с град Окланд. Регионален кмет е Лен Браун.